# American Champion Decathlon
O American Champion 8KCAB Decathlon e Super Decathlon são uma série de aviões leves com trem de pouso convencional de dois assentos, projetados para treinamento de voo, uso pessoal e capazes de suportar tensões acrobáticas entre + 6g e −5g. 
O Decathlon entrou em produção nos Estados Unidos em 1970 como um complemento mais poderoso e forte para a linha de aeronaves "Citabria" ("Airbatic" lido ao contrário), da American Champion.
O Decathlon foi projetado pela Champion Aircraft Corporation e é um derivado do Citabrias série 7 produzidos nas décadas de 1960 e 1970. Embora os projetos do Citabria continuassem sendo bem-sucedidos e a introdução da variante 7KCAB do Citabria tenha adicionado capacidade limitada de vôo invertido, o Citabria não é capaz de manobras "externas", que exigem cargas significativas de g negativo. Os pilotos queriam uma aeronave capaz de mais manobras, e a Champion introduziu o 8KCAB Decathlon em resposta a essa demanda. O nome "Decathlon" deriva das suas múltiplas capacidades: spin confiável, treinador acrobático, bom desempenho em voos "cross-country", voo divertido, e a conhecida estabilidade em voo dos modelos de trem de pouso convencional.

## Desenvolvimento
O Decathlon entrou em produção na Champion em 1972, imediatamente antes da empresa ser adquirida pela Bellanca Aircraft Corporation, então apenas alguns foram produzidos pela Champion. A Bellanca continuou a produção do Decathlon ao longo da década de 1970, mudando para a variante Super Decathlon em 1976. A Bellanca construiu mais de 600 unidades do projeto 8KCAB, até que faliu em 1980, uma tentativa foi feita para reviver a linha em 1984, mas o momento não era o correto e a produção parou novamente. A American Champion obteve o certificado de tipo em 1988 e iniciou a produção em 1990.
O projeto do Decathlon passou pelas mãos de várias empresas ao longo da década de 1980, incluindo uma "Champion Aircraft Company" do Texas que não tinha nenhuma relação com a "Champion Aircraft" da década de 1960, mas nenhum Decathlon foi construído naquele período. A American Champion Aircraft Corporation adquiriu o projeto Decathlon, junto com o 8GCBC Scout e o grupo de variantes Citabria e Champ com estrutura toda metálica, em 1990, trazendo a versão Super Decathlon de volta à produção naquele mesmo ano, se mantendo desde então. O "Aircraft Bluebook" de outono de 2020 listou o preço de um Super Decathlon de 2018 em torno de US$ 245.000.

## Projeto
O Decathlon traça sua linhagem até o Aeronca Champ, por meio do Citabria. Como o Citabria, o Decathlon possui assentos em tandem e controles de alavanca central. Sua fuselagem é construída com tubos de metal soldados. O interior da aeronave é criado por uma combinação de formas e longarinas de madeira, revestidas com tecido. A seção transversal da treliça de metal da fuselagem é triangular, uma característica do projeto que pode ser rastreada até o projeto mais antigo do Aeronca C-2 no final dos anos 1920.
As asas reforçadas do Decathlon são, como as superfícies da fuselagem e da cauda, cobertas por tecido, usando reforços de alumínio. As asas dos Decathlon, da Champion e da Bellanca foram construídas com hastes de madeira. A American Champion tem usado longarinas de alumínio nas aeronaves que produziu e disponibilizou longarinas das asas para instalação e substituição das de madeira em aeronaves mais antigas. Em comparação com a envergadura do Citabria de 33,5 pés (10,2 m), a envergadura do Decathlon é menor, com 32 pés (9,8 m). Um dos principais desenvolvimentos do 8KCAB Decathlon sobre o 7KCAB Citabria é a asa do Decathlon, que emprega um aerofólio semi-simétrico, em oposição ao aerofólio de fundo plano do Citabria. Essa mudança dá ao Decathlon melhores capacidades de vôo invertido e manobra com G negativo.

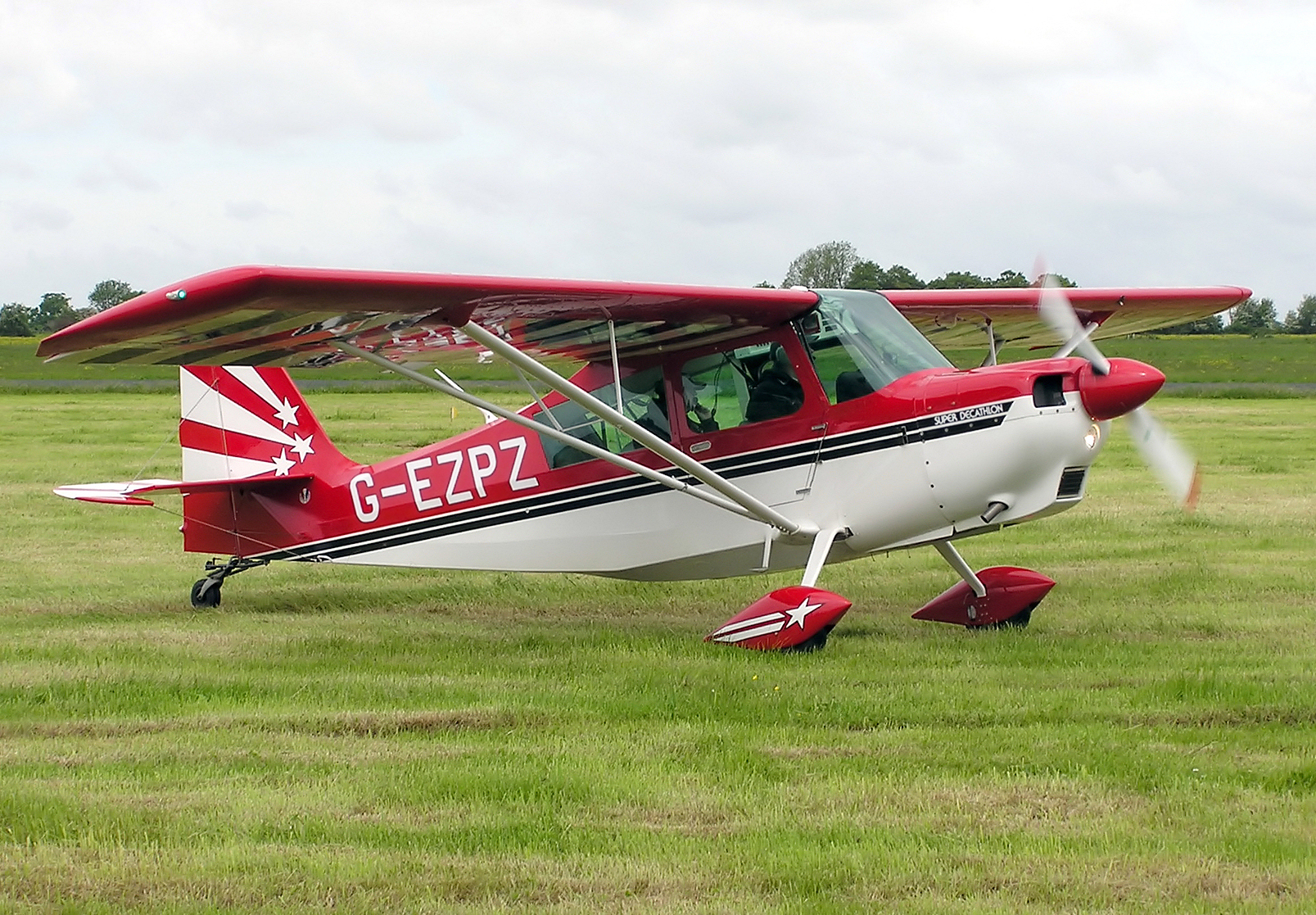
Um 8KCAB Super Decathlon, fabricado em 2005.

O trem de pouso do Decathlon é um arranjo convencional. As pernas do trem de pouso principal da maioria dos Decathlons são feitas de feixe de mola de aço, embora a American Champion tenha começado a usar pernas de trem de pouso de alumínio em 2004.
Como o 7KCAB, o motor do 8KCAB possui um sistema de injeção de combustível, ao invés de um carburador. Para facilitar o voo com g negativo, o sistema de combustível incorpora um tanque superior de 1,5 galão abaixo do painel de instrumentos e o motor é equipado com um sistema de lubrificação de óleo invertido da Christen Industries.
A Champion e a Bellanca construíram o Decathlon com muitas variantes do motor Lycoming IO-320, todas de 150 cavalos (110 kW), e com a opção de hélice de passo fixo ou velocidade constante. A principal melhoria na introdução do Super Decathlon pela Bellanca foi a mudança do motor para o Lycoming AEIO-360-H1A ou –H1B, ambos de 180 cavalos (130 kW), que foi acompanhado por uma seleção de hélices de velocidade constante de material compósito.

## Histórico operacional
Embora o Decathlon tenha deixado de ser produzido dentro de uma década de sua introdução, isso não foi devido a qualquer falha no design, mas sim à queda na aviação geral nos Estados Unidos no final dos anos 1970 e início dos anos 1980. Desde a sua reintrodução, o Super Decathlon tem vendido continuamente. Decatlons e Super Decatlons permanecem populares como treinadores acrobáticos, como aeronaves acrobáticas iniciais e intermediárias e como aeronaves pessoais.

## Pessoas famosas
Steve Fossett estava voando em um Super Decathlon construído pela Bellanca quando desapareceu em 3 de setembro de 2007. Ele decolou de uma pista de pouso no "Flying-M Ranch" de William Barron Hilton, cerca de 70 milhas (110 km) a sudeste de Reno, Nevada. Restos do avião foram encontrados 13 meses depois, perto da cidade de Mammoth Lakes, Califórnia, ao sul da área de pesquisa original.
James May, um apresentador do "The Grand Tour", possuía um 8KCAB Decathlon com o registro "G-OCOK", em referência a sua frase de efeito na série de televisão "Top Gear".

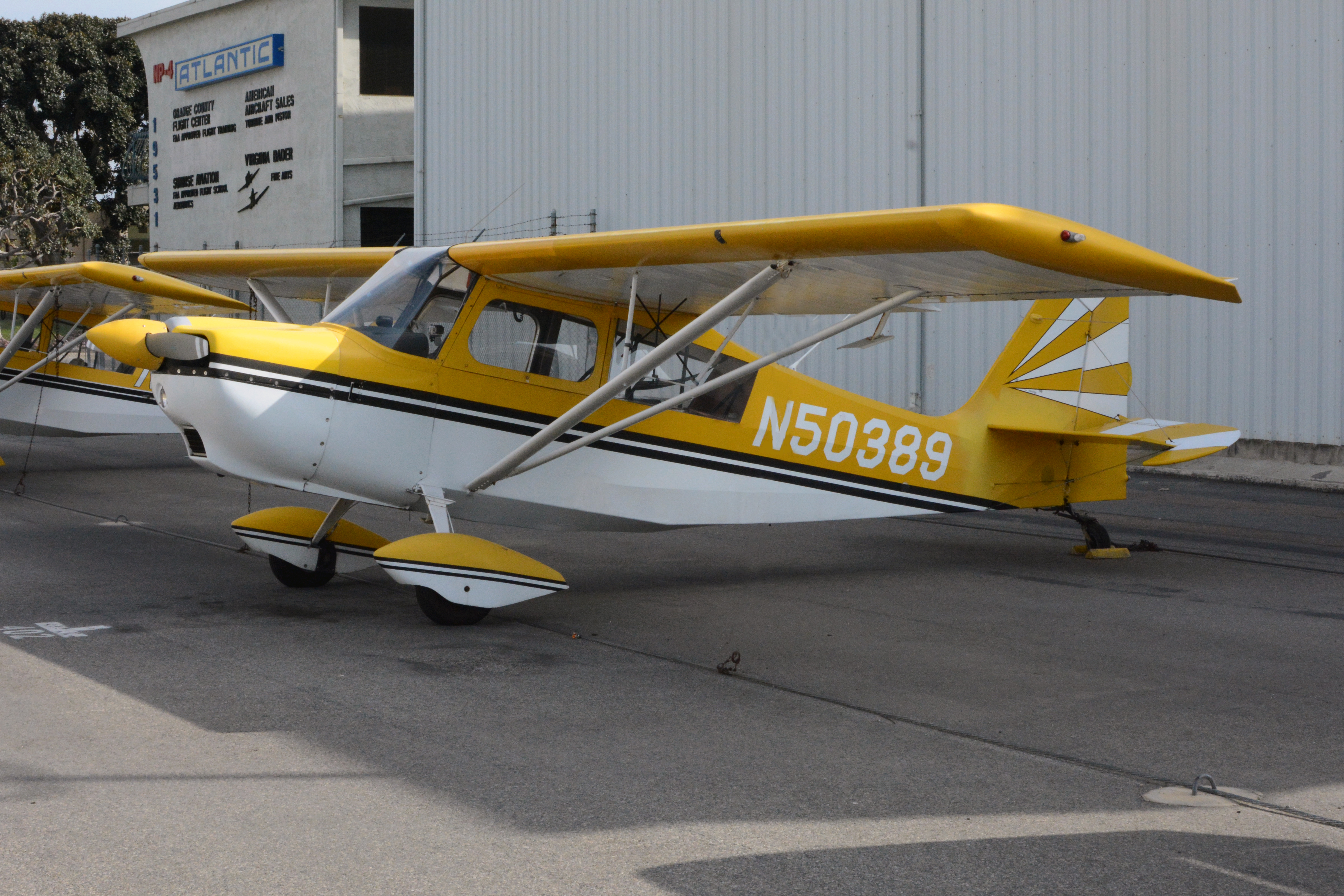
Bellanca 8KCAB Decathlon.

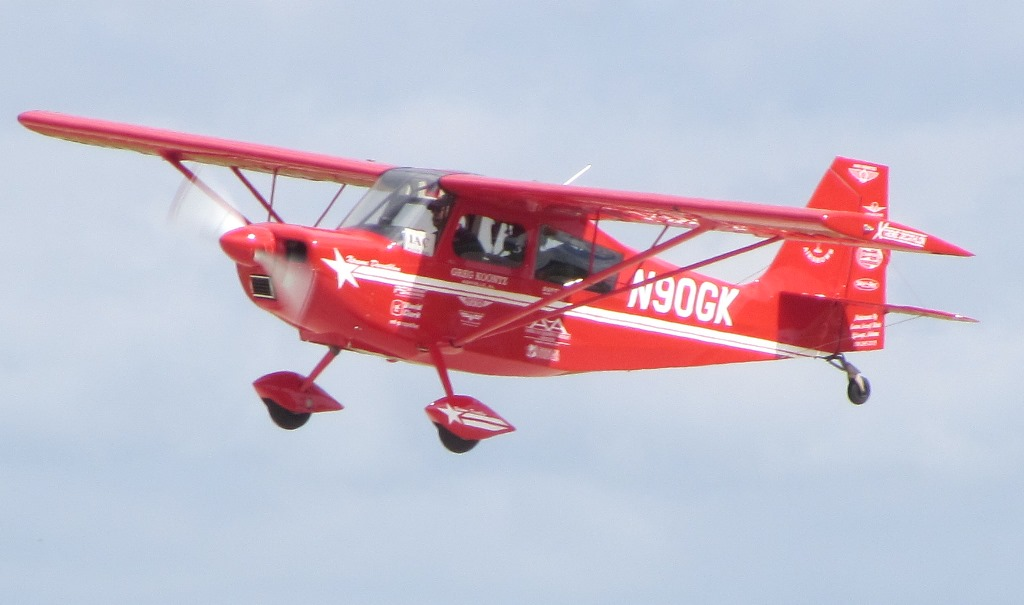
American Champion Xtreme, pilotado por Greg Koontz.

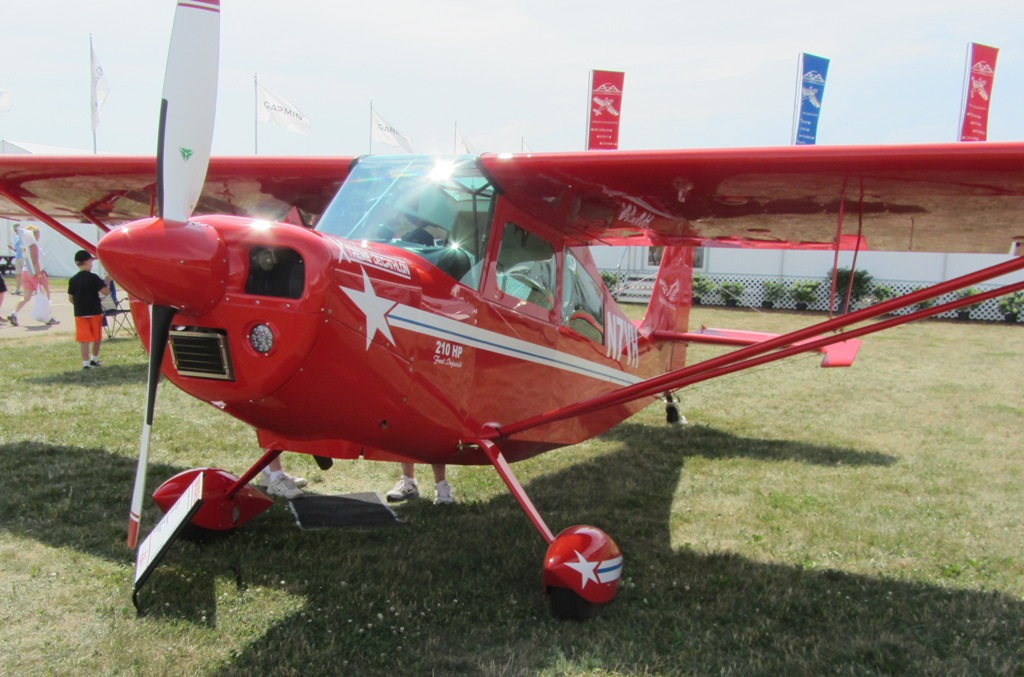
American Champion Xtreme.

## Variantes
Champion Model 8KCAB Decathlon
Designação original.
Bellanca Decathlon
Aeronave leve de cabine fechada de dois assentos, movida por um motor a pistão Lycoming AEIO-320-E1B de 112 kW (150 hp).
Bellanca Decathlon CS
Aeronave leve de cabine fechada de dois assentos, movida por um motor a pistão Lycoming AEIO-320-E1B de 112 kW (150 hp), equipado com uma hélice de velocidade constante.
Bellanca Super Decathlon
Aeronave leve de cabine fechada de dois assentos, movida por um motor a pistão Lycoming AEIO-360-H1A ou -H1B de 134 kW (180 hp), equipado com uma hélice de velocidade constante.
American Champion Xtreme
Modelo lançado em 2012, movido por um motor Lycoming AEIO-390-A1B6 de 210 hp (157 kW) e uma hélice da MT-Propeller de 76 pol. (1,9 m). Este modelo também reprojetou as pernas do trem de pouso principal mais longas para acomodar a hélice mais longa, um novo plano de cauda da seção do aerofólio com área 10% maior, pontas das asas cortadas e maior eficácia do aileron.

## Especificações (8KCAB Super Decathlon)
Dados de: Fabricante, AirLiners
Descrições gerais
- Tripulação: 1 piloto
- Capacidade: 1 passageiro
- Comprimento: 7,0 m (23 ft)
- Envergadura: 9,8 m (32 ft)
- Altura: 2,3 m (7,5 ft)
- Área alar: 15,71 m² (169 ft²)
- Peso vazio: 608 kg (1 340 lb)
- Peso bruto (carregado): 885 kg (1 950 lb)
- Capacidade de combustível: 150 l (39,6 US-gal)

Motorização
- Número de motores: 1x
- Tipo do motor: Lycoming AEIO-360-H1B, um boxer de quatro cilindros
- Potência por motor: 180 hp (134 kW)
- Descrição do propulsor/hélice: Uma Hartzell Propeller HC-C2YR-4CF/FC7666A-2

Performance
- Velocidade máxima: 249 km/h (155 mph)
- Velocidade de cruzeiro (km/h): 227 km/h (141 mph)
- Alcance: 725 km (450 mi)
- Razão de subida: 6.5 m/s
- Tecto de serviço: 4 800 m (15 700 ft)
- Força G: +6/-5 G
- Carga alar: 10.64 lb/sq ft (51.9 kg/m2) kg/m²